# Operação das Nações Unidas para Restauração da Confiança

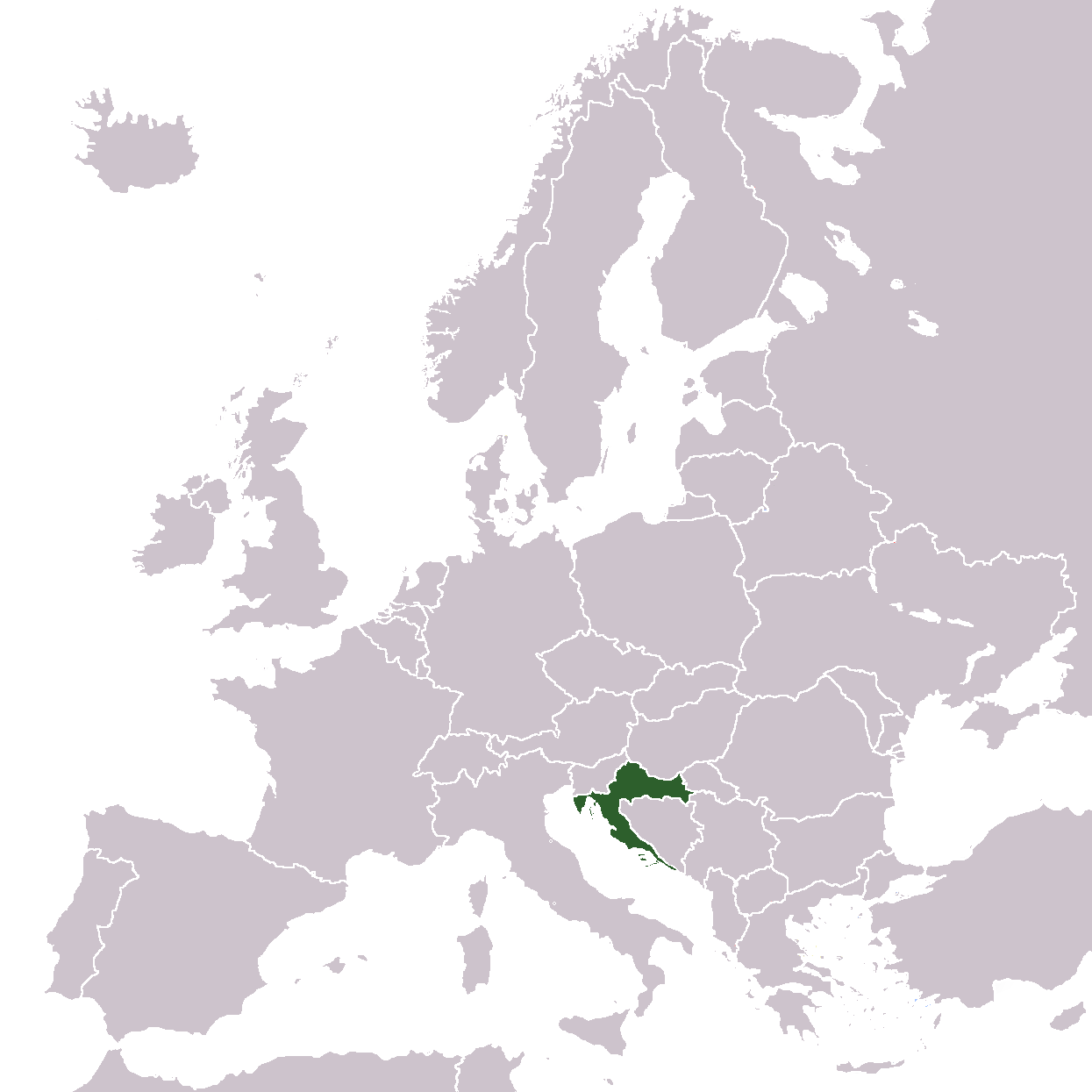
Localização da Croácia na Europa.

A Operação das Nações Unidas para Restauração da Confiança (também conhecida como UNCRO por sua sigla em inglês) foi uma operação multinacional de manutenção de paz implantada na Croácia entre março de 1995 e janeiro de 1996. A missão foi criada com a adoção da Resolução 981 do Conselho de Segurança das Nações Unidas de 31 de março de 1995.
A UNCRO substituiu a Força de Proteção das Nações Unidas sobre território croata. Os objetivos definidos pelo mandato inicial incluíram: desempenhar as funções estabelecidas pelos acordos de cessar-fogo de 29 de março de 1994; cooperar na aplicação do acordo econômico; auxiliar na implementação das resoluções do Conselho de Segurança; supervisionar o cruzamento de pessoal, armas e equipamentos nas fronteiras da Croácia com a Bósnia e Herzegovina e Iugoslávia; ajudar no fornecimento de ajuda humanitária à Bósnia e Herzegovina através do território croata; e monitorar a desmilitarização da península de Prevlaka.
O Conselho de Segurança considerou que era necessário o estabelecimento da UNCRO para ajudar a criar uma situação política idônea que conduziria à integração territorial da Croácia no contexto regional após a Guerra de Independência.
A sede da UNCRO foi estabelecida em Zagreb. O contingente da missão até a data de novembro de 1995 era de 6581 soldados, 194 observadores militares e 296 policiais; complementados por funcionários civis das Nações Unidas de origem local e internacional. As forças militares estiveram implantadas na Eslavônia Ocidental (sob controle sérvio), Krajina e Eslavônia Oriental. Houve também foram observadores militares implantados na península de Prevlaka que seriam posteriormente substituídos por membros da Missão de Observadores das Nações Unidas em Prevlaka. Durante a operação houve 16 baixas militares.